# جيسيكا فوكس
جيسيكا فوكس (بالإنجليزية: Jessica Fox) هي كاياكيرة أسترالية، ولدت في 11 يونيو 1994 في مارسيليا في فرنسا.

## وصلات خارجية
- جيسيكا فوكس على موقع الاتحاد الدولي للكانو (الإنجليزية)
- جيسيكا فوكس على موقع اللجنة الأولمبية الدولية (الإنجليزية)
- جيسيكا فوكس على موقع أوليمبيديا (الإنجليزية)
- جيسيكا فوكس على موقع اللجنة الأولمبية الأسترالية (الإنجليزية)